# Ward Kimball
Ward Kimball (Minneapolis, 4 marzo 1914 – Los Angeles, 8 luglio 2002) è stato un animatore statunitense, membro dei Nine Old Men.

## Biografia
Entrò alla Disney nel 1934, quando prese parte alla lavorazione del film d'animazione Biancaneve e i sette nani. Fu sua la scena della zuppa (eliminata perché non serviva alla storia).
Il suo lavoro comprende la creazione del Grillo Parlante in Pinocchio, i corvi in Dumbo, il gatto Lucifero e i topolini Giac e Gas in Cenerentola, il Cappellaio Matto e lo Stregatto in Alice nel Paese delle Meraviglie. Il suo lavoro è stato spesso più "selvaggio" rispetto agli altri animatori Disney e soprattutto è stato unico nel suo genere.
Kimball muore a Los Angeles nel 2002 a 88 anni per complicazioni da polmonite.